# Asikey George
Asikiya Albright George, còn được gọi ngắn gọn là Asikey hay đôi khi Asikey George là một ca sĩ - nhạc sĩ người Nigeria. Thể loại âm nhạc luôn phiên trong các bài hát của cô là nhạc rock, pop và soul. Năm 2017, cô đã giành giải "Nữ nghệ sĩ xuất sắc nhất trong âm nhạc truyền cảm hứng" - Giải thưởng âm nhạc toàn châu Phi của Liên minh châu Phi. Cô được tờ Daily Trust liệt kê là một trong mười nghệ sĩ Nigeria xuất sắc nhất năm 2017.

## Đầu đời và giáo dục
Sinh ra trong một gia đình từ Rivers State, Asikey trải qua những năm đầu đời ở bang Ogun. Asikey là cựu sinh viên của Đại học Nigeria, nơi cô học lịch sử và nghiên cứu quốc tế. Cô tự tả mình là người không theo tôn giáo mặc dù Kitô giáo và các chủ đề tôn giáo có ảnh hưởng đến một số bài hát của cô.

## Sự nghiệp
Do phong cách âm nhạc của cô, Asikey đã được giới truyền thông ví như Aṣa, TooXclusive miêu tả cô là "Asa tiếp theo của châu Phi". Trong một cuộc phỏng vấn năm 2017 với Afrovibe, cô đã thừa nhận tầm quan trọng của Asa trong âm nhạc của mình, đặc biệt đề cập đến tác động của album Bed of Stone.
Năm 2016, Asikey đã phát hành EP đầu tay của mình dưới bản thu Pendulum. Danh sách ca khúc nhận được phản hồi từ các nhà phê bình, mặc dù phong cách độc đáo nhưng không phù hợp thời trang, tuy nhiên ca khúc cũng nhận được đánh giá cao từ người nghe nhạc. 